# Music Monks (album)
Music Monks – drugi album niemieckiego zespołu Seeed wydany w 2003 roku. Zawiera 12 utworów.

## Spis utworów
1. Music Monks – 3:25
2. What You Deserve Is What You Get – 3:32
3. Respectness – 4:19
4. Release – 3:45
5. Pressure – 2:32
6. Double Soul – 3:45
7. Grosshirn – 2:48
8. Goldmine – 4:11
9. Fire In The Morning – 2:39
10. Waterpumpee – 4:19
11. Jackpoint Girl – 3:38
12. Love Is The Queen – 5:12

## Single
- Waterpumpee
- Release